# Гончарова Неллі Фадеївна
Гончарова Неллі Фадеївна (30 липня 1946, Рені, Одеська область, УРСР — 5 червня 2024, Білгород-Дністровський, Одеська область, Україна) — українська педагогиня, вчителька математики, директорка Білгород-Дністровського ліцею № 1. Почесна громадянка міста Білгорода-Дністровського, Відмінниця освіти України, лауреатка Премії Верховної Ради України.

## Життєпис
Неллі Фадеївна народилася 30 липня 1946 року в місті Рені Одеської області в родині офіцера запасу Федія Ігоровича та майстрині ательє Надії Миколаївни. У 1953 році вступила до першого класу Білгород-Дністровської школи № 1, яку згодом закінчила. 
Після школи працювала продавчинею в магазині, а в 1965 році вступила до Тираспольського державного педагогічного інституту імені Тараса Шевченка на фізико-математичний факультет за спеціальністю «математика». У 1969 році влаштувалася вихователькою в дитячий садок № 34 міста Тирасполя, а через рік народила доньку Інну Олегівну Гончарову.
З 1970 року Неллі Фадеївна розпочала роботу в Білгород-Дністровській школі № 1 (з 2020-х — ліцей № 1), де пропрацювала 52 роки. Спочатку вона викладала математику, згодом стала заступницею директора, а з 1990 року обіймала посаду директорки школи протягом 32 років до виходу на пенсію в 2022 році. Як директорка, вона впроваджувала нові педагогічні технології, зберігаючи традиції закладу, і щодня зустрічала учнів на порозі школи.
5 червня 2024 року Неллі Фадеївна померла від зупинки серця у віці 77 років. Прощання відбулося 7 червня в ліцеї № 1, а поховання — на міському кладовищі Білгорода-Дністровського після відспівування в Свято-Миколаївській церкві.

## Особисте життя
У 1963 році Неллі познайомилася зі своїм майбутнім чоловіком, а в 1968 році вони одружилися. Подружжя прожило разом до її смерті. Донька Інна Гончарова згодом стала директоркою ліцею № 1.

## Педагогічна діяльність
Неллі Фадеївна була вчителькою математики, спеціалісткою вищої кваліфікаційної категорії та мала звання «вчитель-методист». Її характеризували як талановиту педагогиня, яка виховала не одне покоління учнів, навчаючи їх мудрості, відповідальності та критичного мислення. Як директорка, вона була рушійною силою школи, впроваджувала інновації та створювала атмосферу підтримки для учнів і колег.

## Відзнаки
Неллі Фадеївна отримала численні нагороди за свою педагогічну діяльність:
- Премія Верховної Ради України (28 грудня 2017) — за особливі успіхи у навчанні та вихованні учнів[7][8][9].
- Почесна громадянка міста Білгорода-Дністровського (4 червня 2017) — за значний внесок у розвиток освіти та визнання громадою[10].
- Відмінник освіти України — нагрудний знак Міністерства освіти і науки України[6].
- Медаль «Василь Сухомлинський» — за педагогічну майстерність[2].
- Медаль «За трудову відзнаку» та звання «Ветеран праці»[6].
- Годинник Президента України — на честь 10-річчя незалежності України[6].
- Нагрудний знак «60 років визволення Білгорода-Дністровського»[1].

## Пам’ять
4 жовтня 2024 року, напередодні Дня вчителя, на фасаді Білгород-Дністровського ліцею № 1 відкрили меморіальну дошку на честь Неллі Фадеївни. На церемонії були присутні представники міської ради, учні, колеги та рідні. Учні ліцею також створили біографічний ролик про педагогиню. Її згадують як мудру наставницю, чуйну людину та «серце школи».